# 고주연
고주연( 본래 1994년 2월 22일 ~ )은 대한민국의 배우이다.

## 생애
2000년 초등학교 1학년 입학때 CF 광고 모델 첫 데뷔하였으며 1년 후 2001년 MBC 월화드라마 《홍국영》으로 아역 배우 데뷔하였다.

## 학력
- 2006년 서울오정초등학교 (졸업)
- 2009년 경인중학교 (졸업)
- 2012년 오류고등학교 (졸업)
- 2012년 ~ 건국대학교 예술학부

## 출연작

### 방송

#### 드라마
- 2001년 MBC 《홍국영》
- 2001년 MBC 《결혼의 법칙》
- 2002년 MBC 《내 이름은 공주》
- 2002년 SBS 《유리구두》- 김태희 (김지호 아역)
- 2002년 MBC 《로망스》
- 2003년 MBC 《러브레터》 - 정유리 역 (조윤희 아역)
- 2004년 KBS 2TV 《깍두기》
- 2005년 KBS 2TV 《KBS 드라마시티》 - 수수께끼 보물섬
- 2006년 KBS 1TV 《서울 1945》 - 김해경 역 (한다감 아역)
- 2006년 KBS 2TV 《눈의 여왕》 - 김보라 역 (성유리 아역)
- 2007년 KBS 2TV 《마왕》 - 서해인 역 (신민아 아역)
- 2009년 E채널 《기담전설2 소름》 - 소희 역
- 2010년 KBS 2TV 《공부의 신》 - 이예지 역
- 2011년 MBC 《남자를 믿었네》 - 이은경 역
- 2012년 KBS 2TV 《전우치》 - 중전 김씨 역
- 2012년 KBS 2TV 《KBS 드라마 스페셜 - 친구 중에 범인이 있다》 - 선주 역 (신동미 아역)
- 2013년 KBS 2TV 《총리와 나》 - 루리 역

### 영화
- 2001년 《조폭 마누라》 - 차유진 역 (이응경 아역)
- 2003년 《낭만자객》 - 달래 역
- 2005년 《안녕, 형아》
- 2005년 《청연》 - 박경원 역 (장진영 아역)
- 2006년 《구미호 가족》 - 엽기 꼬마 막내 역
- 2007년 《기담》 - 아사코 역
- 2010년 《웨딩드레스》 - 진아 친구 2 역
- 2010년 《채식주의자》 - 지혜 역 (김여진 아역)
- 2010년 《된장》 - 소녀 역
- 2011년 《체포왕》 - 수연 역
- 2011년 《마이 웨이》 - 김은수 역 (이연희 아역)
- 2014년 《그러시든가》 - 고은 역

### 뮤직비디오
- 2001년 김장훈 - 《미안해》
- 2001년 문희준 - 《우리이야기》
- 2011년 유키스 - 《0330》

### 광고
- 1999년 대우전자 - 대우에어컨 수피아
- 2001년 한국산업은행 - 북치는 장면
- 2002년 서울우유 디아망
- 2002년 동국제약 마데카솔
- 2002년 삼성 - 기업 좋은 소식
- 2002년 삼성 - 여자 아이와 나비
- 2002년 동서식품 포스트 코코볼
- 2002년 한우리열린교육 생각하는 나무
- 2002년 노루페인트 노루표 페인트

## 음반

### 참여
- 2005년 《안녕, 형아》 (OST) 안녕, 형 - (with, 박지빈)